# Nadelkissen

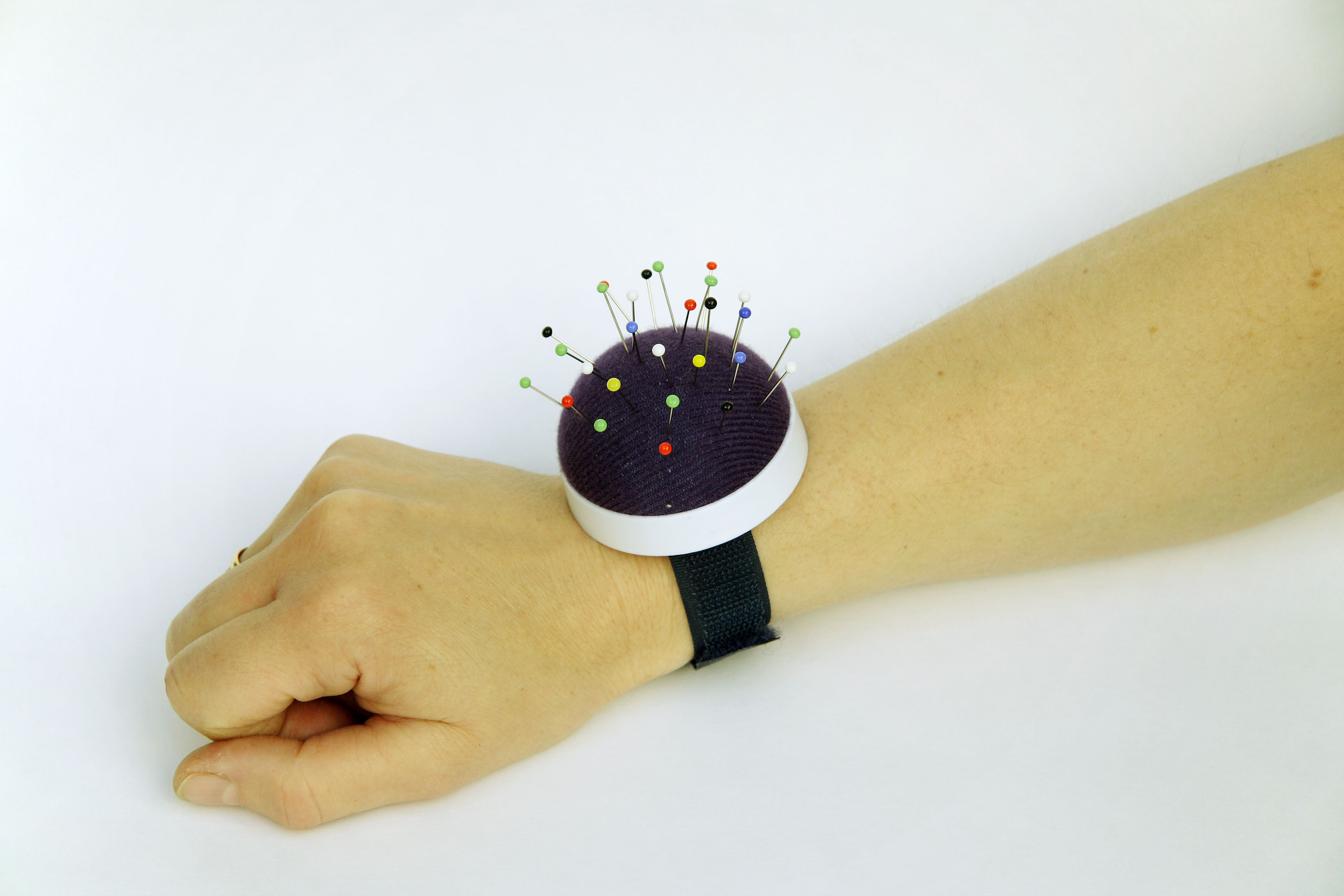
Industrielles Nadelkissen mit Klettbändern zur Befestigung am Unterarm

Das Nadelkissen ist ein kleines, zirka 30 cm² großes Kissen, das mit weichem Material (Stoffreste, Watte) gefüllt ist. Es wird häufig aus Filz oder besticktem Stramin hergestellt.

## Funktion
Das Nadelkissen dient der Aufbewahrung von Nadel (z. B. Stecknadeln und Nähnadeln), die in das Nadelkissen gesteckt werden, um Verletzungen durch versehentliches Greifen auf die Spitze der Nadel auszuschließen. Die Unterseite als Standfläche des Nadelkissens ist meist aus einem Stück steifen Kartons gefertigt.

## Geschichte

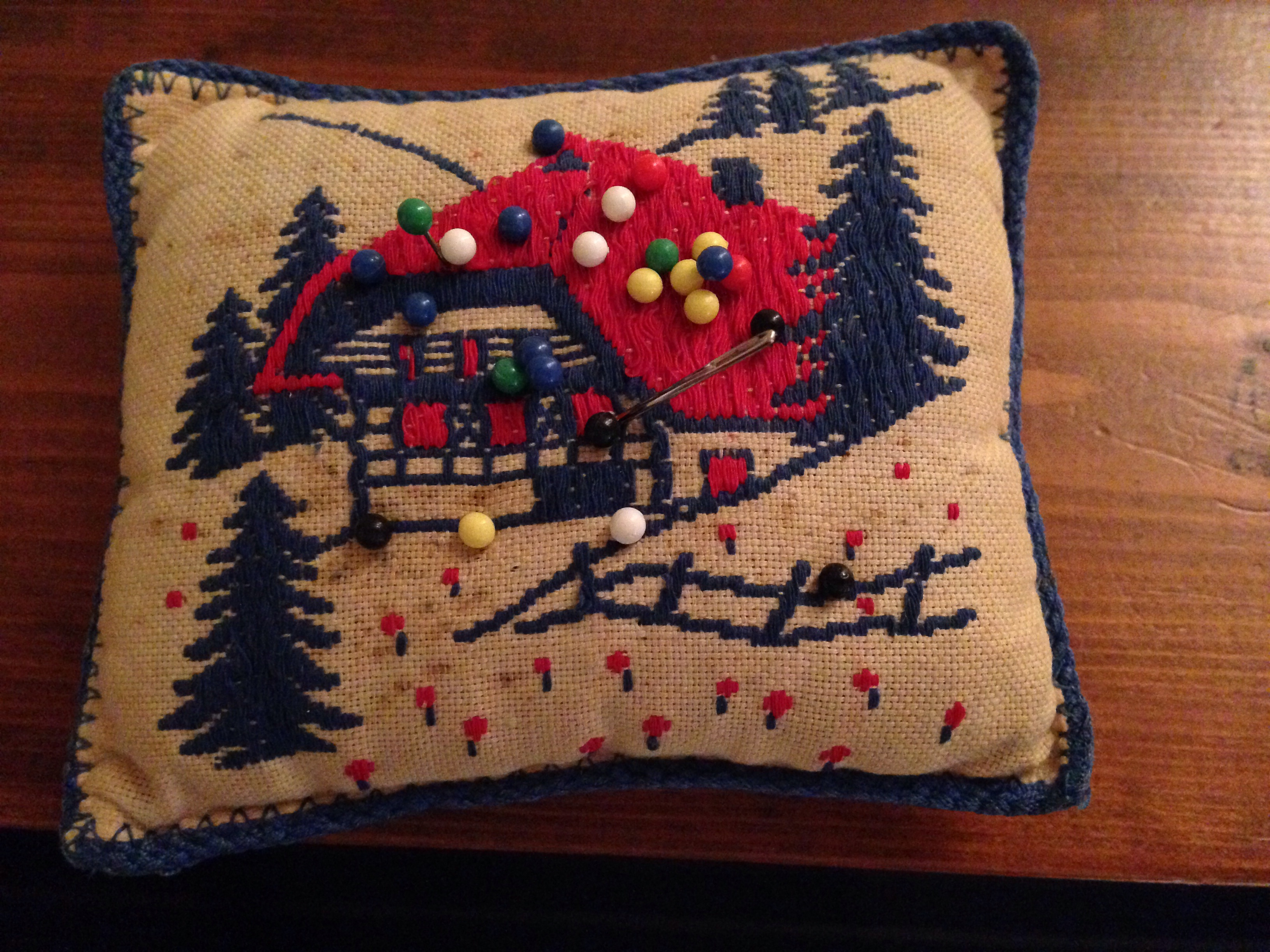
Historisches Nadelkissen

Nadelkissen kamen erst auf, als Nadeln als Industrieprodukt billig wurden und durch Vernickeln oder Verchromen gegen Rost geschützt werden konnten. Vorher waren Nadeln wertvoll und wurden zum Beispiel in kleinen mit Fett gefüllten Büchsen aufbewahrt.
Margarete Steiff nähte nach einem Schnittmuster aus der Zeitschrift Modenwelt vom 8. Dezember 1879 ein Nadelkissen in Elefantenform. Dieses „Elefäntle“ war bald als Spielzeug beliebt und bildete den Grundstein für das deutsche Spielwarenunternehmen Steiff.